# Coupe du monde de ski de vitesse 2007
Navigation
Édition précédente Édition suivante
La coupe du monde de ski de vitesse 2007 est la 6e édition de la coupe du monde de ski de vitesse. Elle s'est déroulée entre le 25 février 2007 à Bad Mitterndorf (Autriche) et le 2 avril 2007 à Breuil-Cervinia (Italie). La compétition est mise en place par la fédération internationale de ski où huit épreuves masculines et huit féminines déterminent le vainqueur du globe de cristal (récompense faite au vainqueur).
Les cinq épreuves ont eu chronologiquement à Bad Mitterndorf, Sun Peaks (Canada), Hundfjället (Suède), Idre (Suède), Salla (Suède), Breuil-Cervinia.
La compétition est remportée chez les hommes par l'Italien Simone Origone (vainqueur de toutes les épreuves) et chez les femmes par l'Américaine Tracie Sachs (vainqueure de trois épreuves).

## Système de points
Chez les hommes, le vainqueur d'une épreuve de coupe du monde se voit attribuer 100 points pour le classement général. Les skieurs classés aux trente premières places remportent des points.
| Place  | 1er | 2d | 3e | 4e | 5e | 6e | 7e | 8e | 9e | 10e | 11e | 12e | 13e | 14e | 15e | 16e | 17e | 18e | 19e | 20e | 21e | 22e | 23e | 24e | 25e | 26e | 27e | 28e | 29e | 30e |
| ------ | --- | -- | -- | -- | -- | -- | -- | -- | -- | --- | --- | --- | --- | --- | --- | --- | --- | --- | --- | --- | --- | --- | --- | --- | --- | --- | --- | --- | --- | --- |
| Points | 100 | 80 | 60 | 50 | 45 | 40 | 36 | 32 | 29 | 26  | 24  | 22  | 20  | 18  | 16  | 15  | 14  | 13  | 12  | 11  | 10  | 9   | 8   | 7   | 6   | 5   | 4   | 3   | 2   | 1   |

Chez les femmes, le système de points diffère. Il n'y a jamais eu plus de onze participantes à l'une des épreuves.
| Place  | 1er | 2d | 3e | 4e | 5e | 6e | 7e | 8e | 9e | 10e | 11e |
| ------ | --- | -- | -- | -- | -- | -- | -- | -- | -- | --- | --- |
| Points | 25  | 20 | 15 | 12 | 10 | 9  | 8  | 7  | 6  | 5   | 4   |

## Classement général
| Rang | Nom              | Points |
| ---- | ---------------- | ------ |
| 1    | Simone Origone   | 600    |
| 2    | Ivan Origone     | 570    |
| 2    | Philippe May     | 570    |
| 4    | Marc Poncin      | 329    |
| 5    | Jukka Viitasaari | 270    |

| Rang | Nom              | Points |
| ---- | ---------------- | ------ |
| 1    | Tracie Sachs     | 165    |
| 2    | Anna-Karin Modin | 14     |
| 3    | Sanna Tidstrand  | 40     |
| 4    | Emilie Wolff     | 50     |
| 5    | Teria Davies     | 35     |

## Calendrier

### Hommes
| Date            | Lieu            | Vainqueur        | Deuxième                                      | Troisième      |
| 25 février 2007 | Bad Mitterndorf | Simone Origone   | Philippe May Jonathan Moret Martin Hochrainer |                |
| 2 mars 2007     | Sun Peaks       | Ivan Origone     | Kenny Dale                                    | Philippe May   |
| 3 mars 2007     | Sun Peaks       | Kenny Dale       | Philippe May                                  | Simone Origone |
| 20 mars 2007    | Hundfjället     | Ivan Origone     | Philippe May                                  | Simone Origone |
| 24 mars 2007    | Idre            | Jukka Viitasaari | Philippe May                                  | Ivan Origone   |
| 27 mars 2007    | Salla           | Ivan Origone     | Simone Origone                                | Philippe May   |
| 28 mars 2007    | Salla           | Simone Origone   | Philippe May                                  | Ivan Origone   |
| 2 avril 2007    | Breuil-Cervinia | Simone Origone   | Philippe May                                  | Ivan Origone   |

### Femmes
| Date            | Lieu            | Vainqueur        | Deuxième         | Troisième        |
| 25 février 2007 | Bad Mitterndorf | Tracie Sachs     | Anna-Karin Modin | Charlotte Bar    |
| 2 mars 2007     | Sun Peaks       | Tracie Sachs     | Anna-Karin Modin | Teria Davies     |
| 3 mars 2007     | Sun Peaks       | Anna-Karin Modin | Teria Davies     | Tracie Sachs     |
| 20 mars 2007    | Hundfjället     | Sanna Tidstrand  | Emilie Wolff     | Linda Baginski   |
| 24 mars 2007    | Idre            | Sanna Tidstrand  | Tracie Sachs     | Anna-Karin Modin |
| 27 mars 2007    | Salla           | Anna-Karin Modin | Tracie Sachs     | Pia Piipponen    |
| 28 mars 2007    | Salla           | Tracie Sachs     | Anna-Karin Modin | Pia Piipponen    |
| 2 avril 2007    | Breuil-Cervinia | Tracie Sachs     | Emilie Wolff     | Elena Banfo      |